# Festival du cinéma américain de Deauville 2016
Le Festival du cinéma américain de Deauville 2016, la 42e édition du festival, se déroula du 2 au 11 septembre 2016.
Le jury fut présidé par Frédéric Mitterrand.

## Jurys

### Jury de la compétition officielle
- Frédéric Mitterrand (président du jury) : animateur, producteur et réalisateur  France
- Françoise Arnoul : comédienne  France
- Eric Elmosnino : comédien  France
- Sara Forestier : actrice et réalisatrice  France
- Ana Girardot : actrice  France
- Douglas Kennedy : écrivain  États-Unis
- Radu Mihaileanu : réalisateur et scénariste  France
- Emmanuel Mouret : acteur  France
- Marjane Satrapi : réalisatrice et scénariste  Iran  France

### Jury de la Révélation
- Audrey Pulvar (présidente du jury) : journaliste  France
- Cédric Anger : réalisateur et scénariste  France
- Jérôme Bonnell : réalisateur et scénariste
- Kheiron : humoriste, chanteur, acteur et réalisateur  France
- Diane Rouxel : actrice  France
- Christa Théret : actrice  France

## Sélection

### La Compétition
- Certaines femmes (Certain Women) de Kelly Reichardt
- Captain Fantastic de Matt Ross
- Brooklyn Village d’Ira Sachs
- Sing Street de John Carney
- Mean Dreams de Nathan Morlando
- Goat d’Andrew Neel
- The Free World de Jason Lew
- The Fits d’Anna Rose Holmer
- Complete Unknown de Joshua Marston
- Christine d’Antonio Campos
- Le Teckel de Todd Solondz
- Teenage Cocktail de John Carchietta
- Transfiguration de Michael O'Shea
- Transpecos de Greg Kwedar

## Hommages
- Michael Moore : réalisateur  États-Unis
- James Franco : acteur et réalisateur  États-Unis
- Stanley Tucci : comédien  États-Unis

### Prix du Nouvel Hollywood
- Chloe Grace Moretz : actrice  États-Unis
- Daniel Radcliffe : acteur  Royaume-Uni

## Palmarès
- Grand prix : Brooklyn Village d'Ira Sachs
- Prix du jury : 
  - Captain Fantastic de Matt Ross
  - Le Teckel de Todd Solondz
- Prix de la critique internationale : The Fitz d'Anna Rose Homler
- Prix Kiehl's de la Révélation : Le Teckel de Todd Solondz
- Prix du public : Captain Fantastic de Matt Ross
- Prix d'Ornano-Valenti : Willy 1er de Ludovic Boukherma, Zoran Boukherma, Marielle Gautier et Hugo P. Thomas